# Longfengshan Shuiku
Longfengshan Shuiku (kinesiska: 龙凤山水库) är en reservoar i Kina. Den ligger i provinsen Heilongjiang, i den nordöstra delen av landet, omkring 140 kilometer sydost om provinshuvudstaden Harbin. Longfengshan Shuiku ligger 220 meter över havet. Arean är 25,2 kvadratkilometer. I omgivningarna runt Longfengshan Shuiku växer i huvudsak lövfällande lövskog. Den sträcker sig 8,8 kilometer i nord-sydlig riktning, och 11,7 kilometer i öst-västlig riktning.
Genomsnittlig årsnederbörd är 931 millimeter. Den regnigaste månaden är juli, med i genomsnitt 211 mm nederbörd, och den torraste är januari, med 8 mm nederbörd.